# Guido de Borgoña, conde de Brionne
Guido de Borgoña (c. 1025-1069) fue conde de Brionne, feudo del ducado de Normandía, y primo hermano de Guillermo el Conquistador, a quien intentó derrocar en 1047.
Hijo segundo de Reginaldo I de Borgoña y de Alicia de Normandía, de pequeño fue enviado a la corte de su tío materno, el duque Roberto, donde se crio. Habida cuenta de que este sólo tenía hijos ilegítimos –Guillermo «el Bastardo» (n. en 1027 o 1028) y Adelaida (n. c. 1030)- puede que en un principio Guido se considerara su presunto heredero.
Pero no parece que en esa época los normandos vieran con malos ojos a los hijos naturales, y de hecho, en 1035, antes de emprender la peregrinación a Jerusalén, el duque designó como sucesor a su hijo varón, elección que fue aceptada tanto por los barones normandos como por el rey Enrique I de Francia. Roberto murió durante su peregrinación, y Guillermo, de tan sólo siete u ocho años, asumió el principado.
Guido apenas tenía dos o tres años más que su primo hermano, y nada se sabe de él durante los años de la anarquía en Normandía (1037-1047), cuando el ducado cayó en la guerra civil debido a la menor edad de Guillermo. Pero en 1040, éste lo hizo conde de Brionne, y le dio en feudo dos castillos, el de Brionne, sobre el río Risle, y el de Vernon, sobre el río Sena.
En 1047, a pesar de que Guido y Guillermo parecen haber sido muy unidos, el primero decidió rebelarse y tomar el poder, con apoyo de señores normandos de Baja Normandía: Nigel, vizconde de Coutances, y Ranulfo, vizconde de Bayeux. Según la leyenda, los rebeldes formaron una intriga para asesinar a Guillermo en Valognes, que escaparía a duras penas de sus asesinos.
Lo cierto es que, a propósito de acabar con la rebelión, el duque fue a pedir ayuda al rey Enrique, y un ejército franco-normando invadió Baja Normandía, con objeto de aplastar la insurrección y tomar posesión de la ciudad de Caen, en las orillas del río Orne.
A unas millas de esa ciudad, el 10 de agosto de 1047, se libró la batalla de Val-ès-Dunes, donde las tropas leales, bajo las órdenes de Enrique, vencieron a las fuerzas de Guido. Éste, no obstante, consiguió fugarse y llegar a su castillo de Brionne, donde Guillermo y su caballería lo tendría cercado a lo largo de tres años. Por fin el conde se rindió en 1050, y el duque confiscó sus bienes y lo desterró. Guido fue el primer y único conde de Brionne, ya que ese título no se crearía de nuevo.
A principios de la década de 1050, Guillermo ofreció una amnistía, de la que por ejemplo se beneficiaron Nigel y Ranulfo -cuyos herederos participarían en la futura conquista de Inglaterra-, pero Guido ya se encontraba a las órdenes de Godofredo II de Anjou –enemigo acérrimo de Guillermo- y más tarde intentaría derrocar, también sin éxito, a su hermano Guillermo I de Borgoña.